# Costa Mansa
El conjunto de edificios Costa Mansa se ubica en las orillas de Peñuelas, sector turístico y residencial de La Serena, Cuarta Región de Chile. Actualmente consta de dos edificios de 80 metros y un rascacielos de 102 metros de altura.

## Ubicación
El condominio se encuentra en la Avenida del Mar, entre La Cantera y Gerónimo Méndez.
- Datos: Q110270980